# Oenopota scalaris
Oenopota scalaris är en snäckart som först beskrevs av Moller 1842.  Oenopota scalaris ingår i släktet Oenopota och familjen kägelsnäckor. Inga underarter finns listade i Catalogue of Life.